# Volkswagen ID.3
Volkswagen ID.3 (dříve známý pod názvem I.D. Neo) je čistě elektrický automobil nižší střední třídy německé automobilky Volkswagen. Sériová verze vozu má být představena na Frankfurtském autosalonu v září 2019, první zákazníci by měli svůj model dostat v půlce roku 2020. Půjde o vůz velikostně podobný Volkswagenu Golf, objem kufru se dle automobilky bude pohybovat dle uspořádání interiéru od 380 do 1270 litrů. Označení "3" v názvuodkazuje na kategorii segmentu C - nižší střední třídu (compact car).
Sériová výroba naběhla od listopadu 2019 v závodě Volkswagenwerk Zwickau,  náběh druhé výrobní linky je plánován na podzim 2020.

## Popis
ID.3 je postaven na platformě MEB (Modular Electric-drive matrix) vyvinuté speciálně pro elektrické vozy koncernu Volkswagen Group. Podvozková platforma zahrnuje naplocho uloženou baterii a elektromotory, které mohou pohánět jednu nebo dvě nápravy.
Volkswagen plánuje vůz s dojezdem až 550 km dle měřícího cyklu WLTP na německém trhu prodávat za cenu nepřesahující 640 tisíc korun. Verze s nižší kapacitou baterie pak budou nabízet kratší dojezd za menší cenu, nejzákladnější verze by měla mít dojezd do 330 km dle WLTP.
Vůz má pohon zadních kol a možné kapacity LiOn baterie jsou 48, 62 a 82 kWh (využitelná kapacita je o 6% menší).